# Tratado Anglo-Português de 1373
O Tratado Anglo-Português de 1373 foi assinado entre Eduardo III da Inglaterra e Fernando I e Leonor de Portugal. Estabeleceu um tratado de "perpétua amizade, sindicato [e] aliança" entre as duas nações marítimas. É o mais antigo tratado em vigor no mundo. 

## História
O tratado foi reforçado ao longo da História, inclusive em 1386, 1643, 1654, 1660, 1661, 1703, 1815 e por uma declaração secreta em 1899. Reconheceu-se nos Tratados de Arbitragem, no século XX entre Inglaterra e Portugal em 1904 e 1914. 
Foi activado novamente durante a Segunda Guerra Mundial, sendo que Portugal permaneceu neutro, em acordo com a Grã-Bretanha, que não quis trazer a guerra para a Península Ibérica, até 1943, quando foi totalmente reactivada pelo Governo Nacional de Winston Churchill e em Portugal. A Grã-Bretanha, após 3 meses de negociações, utilizou o aeródromo e os meios náuticos portugueses estabelecidos nos Açores para ajudar a combater a ameaça U-boat. 
Apesar do facto de que o tratado esteja, tecnicamente, em vigor há quase 650 anos, não quer dizer que tenha sido sempre posto em prática. Raramente, os dois países se encontraram em guerra, mas isso não quer dizer que nunca se encontraram. Na Guerra Luso-Neerlandesa, os britânicos (e em menor medida, os franceses), que visavam cercear o poder dos Habsburgos, auxiliaram abertamente os holandeses na sua guerra contra Portugal, que estava incorporado em Espanha. Houve também um desarmamento forçado dos militares portugueses nos territórios de Angola, Moçambique, e várias ilhas do Atlântico pelos Aliados ocidentais, devido a temores das alianças de Portugal (então sob o regime do Estado Novo de Salazar), em este se associar ao Eixo e combater ao lado da Alemanha. Foi essencialmente pacífico, apesar de alguns casos de combates eclodirem, embora a resistência portuguesa fosse esmagada quando o fez. Apesar de um protesto formal a partir de Lisboa, Portugal permaneceu neutro, e ao mesmo tempo, muitos cidadãos portugueses auxiliaram os Aliados na resistência ao Eixo no Pacífico, em locais como Timor-Leste e Macau.